# Guinejský záliv
Guinejský záliv je záliv v Atlantském oceánu na jihozápadě Afriky a bývá považován za geografické centrum Země, protože má nulovou zeměpisnou šířku i délku (potkává se zde rovník a nultý poledník). S rozlohou kolem 1 500 000 km² patří k největším zálivům světa. Operuje zde množství organizovaných pirátských gangů, kvůli nimž se přibližně od roku 2010 jedná o nejnebezpečnější místo pro námořní dopravu na světě vůbec.

## Geografie
Záliv získal název podle území na jeho pobřeží. Pobřeží západní Afriky bylo původně nazýváno „Horní Guinea“. Západní pobřeží jižní Afriky se nazývalo „Dolní Guinea“. Jméno Guinea je stále spojeno se třemi státy ležícími v oblasti rovníkové a západní Afriky: Guinea, Guinea-Bissau a Rovníková Guinea. Na pobřeží Guinejského zálivu se nacházejí státy Pobřeží slonoviny, Ghana, Togo, Benin, Nigérie, Kamerun, Rovníková Guinea, Svatý Tomáš a Princův ostrov, Gabon a Republika Kongo. V Guinejském zálivu leží ostrovy Princův, Bioko a Annobón.
Do Guinejského zálivu ústí tři velké africké řeky: Niger, Volta a Kongo. Pobřeží zahrnuje zátoku Benin a zátoku Bonny. V deltě Nigeru se nacházejí významná naleziště ropy a zemního plynu. V roce 2004 zde Nigérie vytěžila 129 mil. tun ropy. Mnoho lidí zde onemocní na malárii. Zdejší státy jsou chudé.